# Ян (имя)
Ян — мужское личное имя, происходит от древнееврейского имени Йоханан (ивр. יוחנן‎ — «Яхве (Бог) помиловал»). В наше время известно в основном как западнославянское (польское, чешское и словацкое), восточнославянское (украинское, белорусское, русское), южнославянское (болгарское), греческое, германское (нидерландское, немецкое), а также — в разных вариантах — балтское и балтско-финское (литовское Йонас, латышское Янис, эстонское Яан). Аналог имени Иван.

## Известные носители
- Ян (1499—1538) — княжич литовский, внебрачный сын королевича Сигизмунда I.
- Ян I:[править]  -  Ян I (1284—1299) — граф Голландии с 1296 года, сын и наследник Флориса V.
  -  Ян I Ольбрахт (1459—1501) — король Польши с 23 сентября 1492 (провозглашение избрания королём — 27 августа 1492).
  -  Ян I Ратиборский (около 1332 — между 1380 и 1382) — князь Ратиборско-опавский, князь Ратиборско-крновский.
  -  Ян I Схоластик (Освенцимский) (1308/1310—1372) — князь освенцимский (1321/1324—1372).
- Ян II:[править]  -  Ян II Железный (около 1365—1424) — князь Ратиборско-крновский (1380/1382—1424).
  -  Ян II Казимир (1609—1672) — последний король польский и великий князь литовский из династии Ваза.
  -  Ян II Освенцимский (около 1330—1375/1376) — князь освенцимский (1372—1375/1376), сын князя освенцимского Яна I Схоластика.
- Ян III:[править]  -  Ян III Благочестивый (около 1425 — между 1482 и 1485) — господин Глубчица, а впоследствии — и Фульнека.
  -  Ян III Логел (1549—1622) — архиепископ Праги и великий магистр Ордена рыцарей креста с красной звездой.
  -  Ян III Освенцимский (около 1366—1405) — князь освенцимский (1375/1376—1405).
  -  Ян III Собеский (1629—1696) — крупный польский полководец, король польский и великий князь литовский с 1674 года.
- Ян IV:[править]  -  Ян IV Крновский (около 1440—1483), также известный как Ян Старший — князь Крновский (1454—1483).
  -  Ян IV Освенцимский (1426/1430 — около 1496) — князь освенцимский (1445—1456) и гливицкий (1465—1482).
  -  Ян IV из Пернштейна (1487—1548) — средневековый чешско-моравский магнат и государственный деятель из рода Пернштейнов.
- Ян V:[править]  -  Ян V Заторский (около 1455—1513) — князь заторский (1468—1474), третий сын князя Вацлава I Заторского.
  -  Ян V Ратиборский (около 1446—1493), также известный как Ян Младший — князь Ратиборский (1456—1493).
- Ян VI Ратиборский
- Ян Веллем
- Ян из Дукли
- Ян из Кент
- Ян из Мельштына
- Ян из Рабштейна
- Ян из Стобниц
- Ян Кезгайлович
- Янко из Чарнкова